# Чепелев (село)
Че́пелев (укр. Чепелів) — село в Сновском районе Черниговской области Украины. Население 306 человек. Занимает площадь 0,04 км².
Код КОАТУУ: 7425889601. Почтовый индекс: 15233. Телефонный код: +380 4654.

## Власть
Орган местного самоуправления — Чепелевский сельский совет. Почтовый адрес: 15233, Черниговская обл., Сновский р-н, с. Чепелев, ул. Шевченко, 72.